# رسول علوان
رسول علوان (1928 - 1996) هو فنان تشكيلي عراقي.

## حياته
ولد رسول علوان عام 1928 في بغداد، أكمل دراسته الابتدائية والثانوية فيها، حصل على شهادة البكالوريوس من كلية التجارة والاقتصاد عام 1952، ثم قرر إكمال دراسته في معهد الفنون الجميلة، وتخرج من قسم الرسم عام 1954، ثم سافر في الى ألمانيا في منحة زمالة دراسية عام 1958 - 1959 في كلية الفنون الجميلة في ميونخ، وأنتقل بعدها ليكمل دراسته في المعهد العالي للفنون الجميلة في برلين الغربية من عام 1959 الى 1963، وحصل على شهادة الماجستير، درس على يد كبار اساتذة المدرسة التعبيرية الألمانية منهم كارل شميت روتلوف (1884-1976). شارك في معارض فنية مع جمعية التشكيلين العراقيين وجماعة بغداد للفن الحديث في داخل العراق وخارجه، حيث أقام أحد معارضه الشخصية في برلين عام 1963.

## معارضه
- مشارك في معرض جماعة بغداد للفن الحديث عام 1954.[2]
- مشارك في المعرض العراقي المتنقل في الهند عام 1955.
- مشارك في معرض بغداد للرسم والنحت في نادي المنصور عام 1956.
- معرض شخصي في برلين عام 1963.
- مشارك في معرض نيسان الخامس على قاعة أكاديمية الفنون الجميلة - بغداد 1978.

## عضوية ومناصب
- مدرساً في ثانوية الكرخ حتى عام 1958.
- مدرساً لمادة التاريخ في معهد الفنون الجميلة في بغداد.
- عضو في جمعية اصدقاء الفن.
- عضو في جمعية التشكيليين العراقيين.
- عضو في نقابة الفنانين العراقيين.
- عضو في جماعة بغداد للفن الحديث.[3]

## وفاته
توفي الفنان رسول علوان في عام 1996 عن عمر ناهز 68 عاماً.

## روابط خارجية
ملف الفنان في موقع أرشيف الفن العراقي الحديث